# 大内持世
大内 持世（おおうち もちよ）は、室町時代中期の武将、守護大名。周防・長門・豊前・筑前守護。大内氏の第12代当主。

## 生涯
第10代当主大内義弘の子で持盛、教祐の兄。第9代当主大内弘世（祖父）の子とする説もある。養子に教弘。官位は刑部少輔、修理大夫、正五位上、従四位下、従四位上。大内介。幼名は九郎。元服時に第4代将軍・足利義持より偏諱の授与を受けて持世と名乗る（「世」は弘世の1字により）。
永享3年（1431年）、叔父の第11代当主大内盛見が大友氏・少弐氏と戦って筑前で敗死した後、大内氏内部では跡継ぎを巡って争いが起こった。生前、盛見は持世に家督と長門を除く所領を、持世の弟持盛に長門を継ぐように遺言していたとされる。ところが、別の記録では当初持盛が大内家の家督と周防国と安芸国の一部の所領を継がせ、持世に長門国・筑前国・豊前国を継がせ、一族の大内満世（義弘・盛見の甥）に石見国迩摩郡と長門の一部を与える予定であったものが、室町幕府との交渉にあたっていた大内氏の重臣内藤智得が盛見の遺志を持ち出して持世に大内家の家督を継がせ、持盛に長門国と迩摩郡・安芸の一部を継がせる方針に変えるように幕府に申し入れて認められたとされる。これに不満を抱いた持盛は永享4年2月10日に九州出陣中であった持世の陣を襲って反乱を起こし、満世を見方につけて大内氏領国の掌握に成功、持世は石見国の三隅氏を頼って逃亡した。しかし、持世は国人衆の支持を背景にして翌月には山口を取り戻し、持盛・満世は大友持直を頼る。第6代将軍・足利義教（義持の弟）は持世を支持して修理大夫の官途を授けた。一方、持世も幕府に働きかけて大友親綱と菊池兼朝をそれぞれ豊後国と筑後国の守護に任命させて味方に取り込む。永享5年（1433年）4月、持盛は豊前国で満世は逃亡先の京都で討ち取られた。これに先立つ同年3月に幕府から大友持直・少弐満貞追討命令が出されると九州に下向、安芸・石見・伊予の国人衆や河野通久・大友親綱らと協力して少弐満貞・資嗣父子を討ち取り、大友持直と戦い勝利して勢力を拡大した。翌年に少弐嘉頼・大友持直が再挙兵すると永享7年（1435年）に再び九州に向かい北九州を平定、少弐氏を滅亡寸前までに追い込み、続いて九州千葉氏の内紛にも関与した。
永享11年（1439年）九州遠征を終えた持世は山口に帰還するが、大内氏の勢力が急速に拡大していくことに不安を覚えた将軍・足利義教（義持の弟）は6月に持世が上洛命令に応じないことを理由に安芸国の所領を没収する。持世は、永享12年（1440年）に足利義教に少弐嘉頼・教頼兄弟との和睦を取り持ってもらうことで少弐氏を存続させ、合わせて自身も上洛した。これは、少弐氏と同盟関係にある対馬の宗氏との関係悪化を恐れたとも言われているが、一方で持世が李氏朝鮮に対して対馬の割譲と引き換えに軍事同盟を結んで少弐・宗両氏を滅ぼそうと計画していたものの、突然の殺害によって立ち消えになったと言われている。
当時、足利義教によって一色義貫・土岐持頼が殺害される事件があり、持世の身の上も危惧されたが、嘉吉元年（1441年）3月に持世が義教に反抗していた異母弟の義昭を匿っていた薩摩国の島津忠国を持世が説得してその首を差し出させたことが義教に評価されて信頼を得た。だが、この年の6月24日、赤松満祐が結城合戦の戦勝祝いにと祝宴を開いた時、持世も義教に従って臨席していたが、義教は満祐に暗殺され持世も重傷を負い、それがもとで7月28日に死去してしまった（嘉吉の乱）。享年48。跡を従弟（甥とも）で養嗣子の教弘が継いだ。
死に臨んで、赤松征伐こそ最大の供養であると遺言したという。
法名は澄泉寺あるいは長泉寺殿道厳正弘大禅定門。墓所は山口県山口市の澄泉寺。
当主として有能なだけではなく、和歌にも優れた教養人であり、『新続古今和歌集』には多くの作品が遺されている。